# Билл (футболист, 1999)
Фабри́сио Родри́гес да Си́лва Ферре́йра, более известный как просто Билл (порт. Fabricio Rodrigues da Silva Ferreira; Bill; род. 7 мая 1999, Белфорд-Рошу, Рио-де-Жанейро) — бразильский футболист, нападающий клуба «Нова-Игуасу».

## Биография
Родился 7 мая 1999 года в Белфорд-Рошу штата Рио-де-Жанейро. Занимался в академиях футбольных клубов «Нова-Игуасу» (2013—2015) и «Фламенго» (2015—2019). В 2018 году вместе с командой стал победителем Молодёжного Кубка Сан-Паулу, Лиги Кариока для игроков до 20 лет и Турнира Октавио Пинту Гимарайнш.
Дебют в основном составе команды состоялся 31 марта 2019 года в матче Лиги Кариока против «Васко да Гама» (1:1). Через полтора месяца, 12 мая 2019 года, Билл дебютировал в матче бразильской Серия A против «Шапекоэнсе» (2:1). 8 июля 2019 года он продлил контракт с клубом до 2021 года с возможностью его расторжения за 200 млн реалов.
В июле 2019 года был отдан в аренду до конца сезона клубу «Понте-Прета» для получения игровой практики. В команде он являлся запасным игроком, преимущественно выходя на замены в матчах Серии B. В декабре 2019 года «Понте-Прета» не стала продлевать соглашение с игроком и он вернулся в стан «Фламенго».
Не найдя место в составе команды Жоржи Жезуша, футболист в марте 2020 года перешёл на правах аренды в КРБ. Из-за остановки футбольных соревнований в Бразилии, вызванной пандемией COVID-19, официальная презентация Билла в качестве игрока КРБ состоялась лишь в июле. Вместе с командой он стал победителем Лиги Алагоано. 25 декабря 2020 года КРБ и «Фламенго» договорились о продлении арендного соглашения Билла до 30 января 2021 года — срока, когда заканчивается розыгрыш Серии B. Всего за КРБ в течение полугода он провёл 31 игру, борясь за место в составе с Луиди Вьегасом. 17 января 2021 года официальный сайт КРБ объявил о том, что Билл самовольно покинул расположение клуба, не согласовал это ни с КРБ, ни «Фламенго». Сам футболист заявил, что он покинул клуб, поскольку намерен переехать играть за рубеж.
В конце января 2021 года «Фламенго», по данным издания Jornal O Dia, отдало бразильского нападающего в аренду «Днепру-1» за 100 тысяч евро. При этом в случае выкупа его контракта, украинскому клубу придётся заплатить 900 тысяч евро. 2 февраля игрок прибыл в Днепр для прохождения медосмотра. На следующий день официальный сайт украинского клуба объявил о подписании годичного контракта с игроком с правом выкупа его контракта у «Фламенго». В связи с ограничением на въезд для граждан Бразилии в Турции, Билл не смог присоединиться к основному составу «Днепра-1» на сборах, тренируясь с молодёжным составом в Днепре. В чемпионате Украины бразилец дебютировал 2 апреля 2021 года в матче против «Львова» (5:1). В конце 2021 года днепровский клуб выкупил контракт Билла у «Фламенго», после чего футболист подписал контракт сроком на пять лет.
В конце марта 2022 года из-за российской агрессии против Украины вернулся на правах аренды на родину в Бразилию в клуб «Спорт Ресифи». 1 апреля в первом матче финала за Кубок Нордесте помог своей команде сыграть в ничью отличившись голом и сравняв счёт 1:1. В интервью после игры Билл сказал что посвящает гол одноклубникам и всему украинскому народу которые остались на войне в Украине.

## Достижения
- Победитель Лиги Алагоано: 2020

## Клубная статистика
| Клуб          | Сезон   | Лига     | Лига  | Лига | Кубок | Кубок | Другие | Другие |
| Клуб          | Сезон   | Дивизион | Матчи | Голы | Матчи | Голы  | Матчи  | Голы   |
| ------------- | ------- | -------- | ----- | ---- | ----- | ----- | ------ | ------ |
| Фламенго      | 2019    | Серия A  | 1     | 0    | 0     | 0     | 1      | 0      |
| Фламенго      | 2020    | Серия A  | 0     | 0    | 0     | 0     | 2      | 1      |
| → Понте-Прета | 2019    | Серия B  | 10    | 1    | 0     | 0     | -      | -      |
| → КРБ         | 2020    | Серия B  | 25    | 4    | 2     | 0     | 4      | 0      |
| → Днепр-1     | 2020/21 | УПЛ      | 5     | 0    | 2     | 0     | 1      | 0      |
| → Днепр-1     | 2021/22 | УПЛ      | 11    | 1    | 2     | 0     |        |        |
| Днепр-1       | 2021/22 | УПЛ      | 0     | 0    |       |       |        |        |

Уточнения
1. 1 2  Выступления в Лиге Кариока.
2. ↑  Выступления в Лиге Алагоано и Кубке Нордесте.